# 피오트르 비쇼미르스키
피오트르 비쇼미르스키(폴란드어: Piotr Wyszomirski, 1988년 1월 6일~)는 폴란드의 핸드볼 선수이다. 포지션은 골키퍼로 현재 폴란드 핸드볼 수페를리가의 구르니크 자브제 소속으로 뛰고 있다. 폴란드 국가대표팀 선수로도 활약하여 2015년 세계 선수권 대회에서 3위에 올랐고 2016년 하계 올림픽에 참가했다.